# 河野美香
河野 美香（かわのみか）は日本の産婦人科医。元河野美香レディースクリニック院長。高知県生まれ。

## 来歴・人物
月経が乱れやすい自分の体に関心を持ったことから産婦人科医を目指した。
1974年、徳島大学医学部を卒業。その後、徳島大学病院、徳島赤十字病院、徳島平成病院などの勤務を経て、河野美香レディースクリニック院長となる。
河野美香レディースクリニックは現在、閉院しており、現在伊月健診クリニックで診察にあったている。

## 著書
- 『更年期が、やってきた! 最新情報とたしかな知識でのりきる』
- 『男が知りたい女のからだ　なかなか聞けない87の疑問』
- 『十七歳の性』
- 『みんなのH ボーイズ編』
- 『みんなのH ガールズ編』
- 『学校で教えない性教育の本』
- 『女の一生の「性」の教科書　女医が伝えたい「知っておくべきこと」』
- 『マンガでわかる男が知るべき女のカラダ: 本当に正しい知識で女性を理解する』
- 『まだ産める？　もう産めない？　「卵子の老化」と「高齢妊娠」の真実』